# Psilotum nudum
Psilotum nudum (L.) P.Beauv. è una pianta appartenente alla famiglia delle Psilotaceae, distribuita nel mondo in tutte le zone tropicali e subtropicali.

## Descrizione

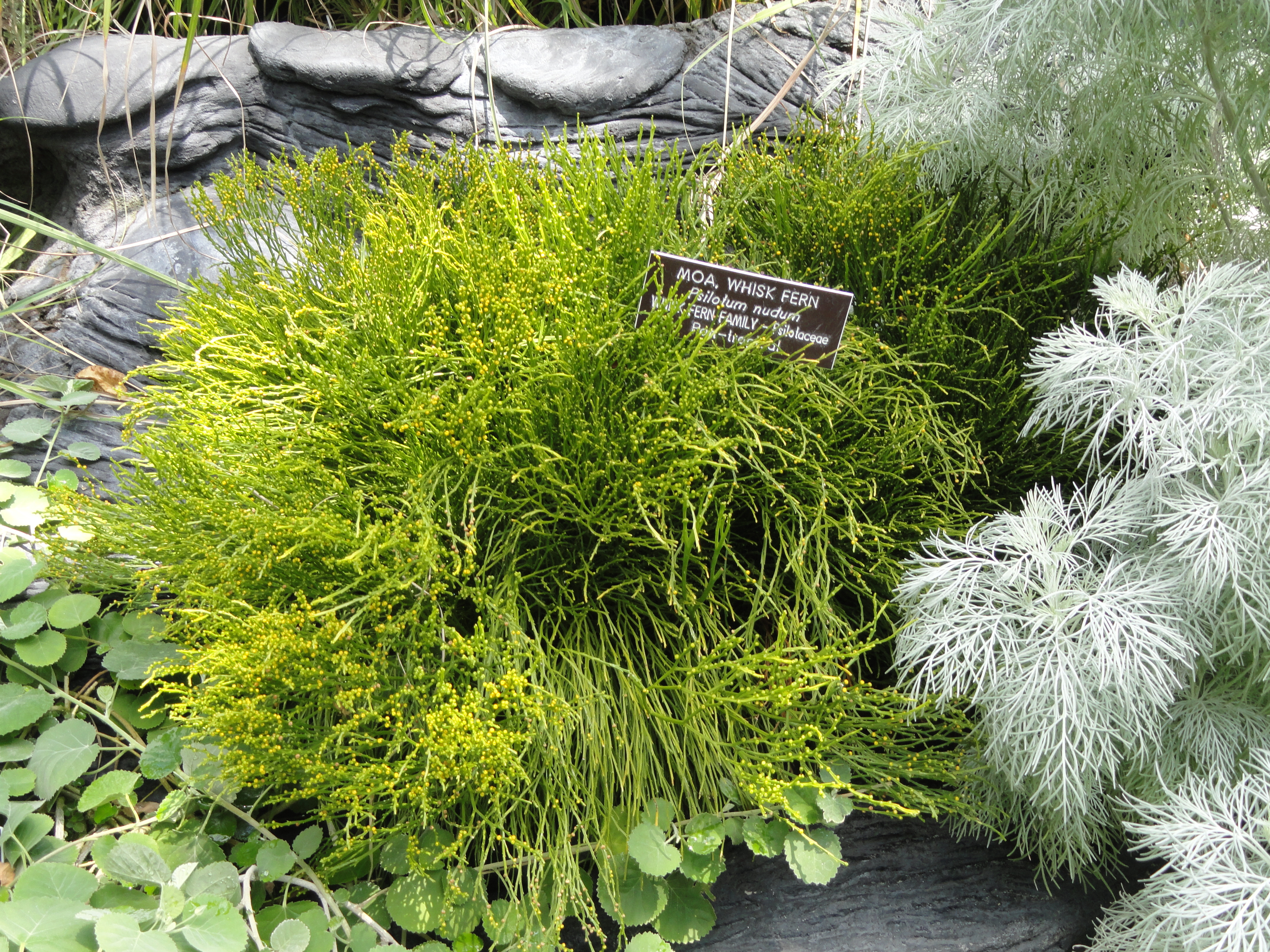
Esemplare di P. nudum

P. nudum è una pianta epifita o terrestre che si sviluppa da un rizoma ramificato e strisciante. La specie sviluppa steli eretti e ramificati lunghi tra 10 e 85 cm che da sodi diventano flaccidi quando la pianta è ombreggiata. Le foglie sterili, lunghe 1–2,5 mm, sono di colore giallo pallido e traslucide alle estremità. I sinangi hanno dimensioni di 1,5–2 mm × 2–2.5 mm.

## Distribuzione e habitat
P. nudum è una specie originaria delle zone tropicali e sutropicali. Può svilupparsi come pianta perenne o epifita e cresce principalmente in climi umidi. Si può trovare su rami e biforcazioni di alberi e sulle palme, in fessure e vicino a infiltrazioni d'acqua su pareti rocciose o cascate.